# Rauchpulver

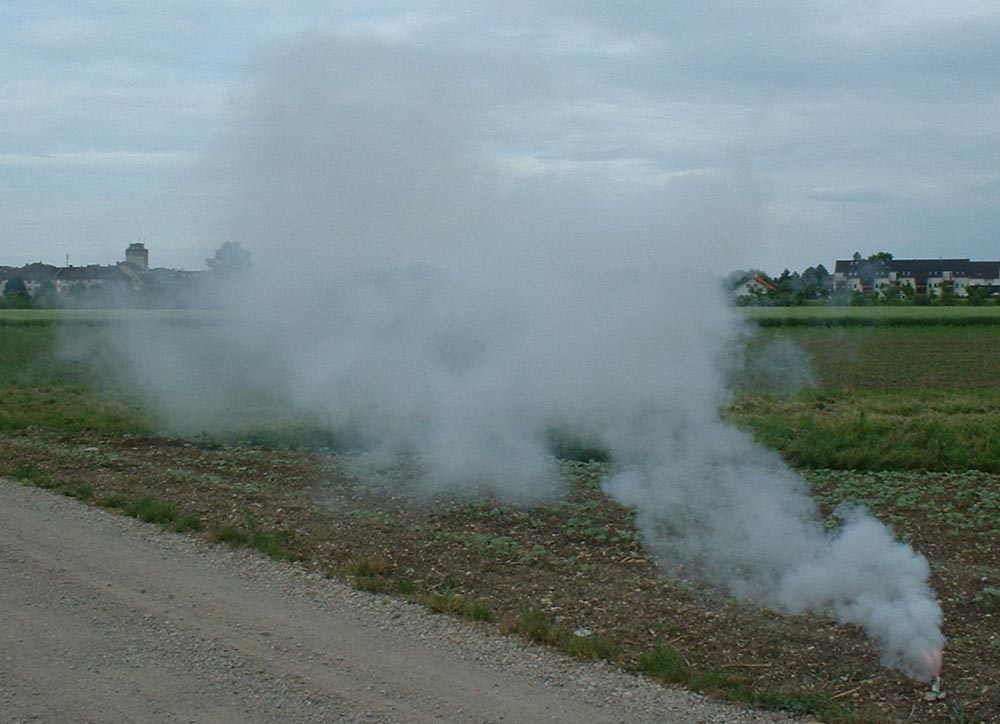
Rauchpulver

Rauchpulver ist ein pyrotechnisches Pulver, das zur Erzeugung von Rauch dient (Rauchsatz). In Deutschland ist die Herstellung dieses Pulvers ohne Genehmigung verboten.

## Weißes Rauchpulver
Weißes Rauchpulver enthält eine Mischung aus
- 40 Massen-% Ammoniumchlorid,
- 30 Massen-% Oxidationsmittel wie Kaliumchlorat, ansonsten besteht die Gefahr der Bildung von instabilem Ammoniumchlorat
- 30 Massen-% organische Naturprodukte in Pulverform, wie Harze, Zucker.

## Funktion
Durch die Verbrennung von organischen Stoffen entsteht Wärme, die das Ammoniumchlorid in die Gase Chlorwasserstoff und Ammoniak zersetzt, eine thermische Dissoziation. Die Gase steigen auf, verlieren an Temperatur und reagieren abgekühlt wieder zum Ammoniumchlorid zurück (Säure-Base-Reaktion nach Brønsted). Es entsteht ein dichter weißer Ammoniumchloridrauch. Die Bezeichnung Ammoniumchloridnebel ist falsch, da es sich nicht um Flüssigkeitströpfchen, sondern um Feststoffteilchen handelt.
1. {\displaystyle \mathrm {NH_{4}Cl\longrightarrow NH_{3}+HCl} } (Thermische Dissoziation)
2. {\displaystyle \mathrm {HCl+NH_{3}\longrightarrow NH_{4}Cl} } (Säure-Base-Reaktion nach Brønsted)